# 玉里野生動物保護區
玉里野生動物保護區及玉里野生動物重要棲息環境位於臺灣花蓮縣卓溪鄉，位在中央山脈主脊東側，西南方毗臨玉山國家公園，西北方連接丹大野生動物重要棲息環境，為依據《野生動物保育法》公告之野生動物保護區及重要棲息環境。

## 歷史沿革
保護區為林保署花蓮林管處玉里事業區管轄的國有林地。1973年，林務局為保存紅檜及台灣杉母樹林，指定面積約132公頃之區域為保護區。1981年保護對象擴及野生動物，至1992年保護區範圍擴大至豐坪溪上游。2000年，依據《野生動物保育法》公告為野生動物保護區及野生動物重要棲息環境。
2011年1月8日，保護區管理站在花蓮瑞穗鄉的瑞穗生態教育館掛牌成立。館方也對外提供保護區的生態教育資源。

## 外部連結
- 《找尋雲豹──玉里野生動物保護區》（國語版），林務局花蓮林管處，2003年12月
- 《找尋雲豹──玉里野生動物保護區》（台語版），林務局花蓮林管處，2003年12月
- 《找尋雲豹──玉里野生動物保護區》（英語版），林務局花蓮林管處，2003年12月